# 中村康生
中村 康生（なかむら やすお、1946年 - ）は、日本の医療ジャーナリスト。
セカンド・オピニオン制度の普及を目指し、セカンド・オピニオンを推進させる会を主宰する。神奈川県茅ヶ崎市在住。

## 略歴
- 1946年　愛知県豊川市出身。
- 1970年　金沢大学教育学部卒業、名古屋タイムズ社入社。報道部､東京支社編集部､国会担当記者等を経験する。
- 1987年　ライフ企画（医療関係の出版社）設立。
- 1997年　同社退社。
- 1998年　セカンド・オピニオンを推進させる会設立。
- 2011年　ライフ企画と株式会社eヘルスケアがタイアップして開設した携帯サイト「病院なび～専門医なび」[1]の責任編集者となる。

## 著書
- 『医者がすすめる専門病院』（東京都版、神奈川県版、名古屋･愛知県版、大阪･奈良･和歌山、埼玉県版、茨城･千葉、北信越、福岡県版、熊本･鹿児島、山梨･栃木･群馬）：ライフ企画
- 『専門医が選んだ★印ホームドクター』（東京都版･神奈川県版）：ライフ企画
- 『専門医が選んだ安心できるホームドクター』（愛知県版･大阪/奈良/和歌山）：ライフ企画
- 『実力医の履歴書』（外科系I・II・III）：ライフ企画